# Lijst van nummer 1-hits in Noorwegen in 1959
Deze hits stonden in 1959 op nummer 1 in de VG-lista, de bekendste hitlijst in Noorwegen.
| Nummer | Week | Artiest                     | Titel                                          |
| ------ | ---- | --------------------------- | ---------------------------------------------- |
| 2      | 1    | Louis Prima                 | Buona sera                                     |
| 3      | 2    | Connie Francis              | Carolina moon                                  |
| 4      | 3    | The Kingston Trio           | Tom Dooley                                     |
|        | 4    | The Kingston Trio           | Tom Dooley                                     |
|        | 5    | The Kingston Trio           | Tom Dooley                                     |
|        | 6    | The Kingston Trio           | Tom Dooley                                     |
|        | 7    | The Kingston Trio           | Tom Dooley                                     |
|        | 8    | The Kingston Trio           | Tom Dooley                                     |
|        | 9    | The Kingston Trio           | Tom Dooley                                     |
| 5      | 10   | Little Richard              | Baby face                                      |
|        | 11   | Little Richard              | Baby face                                      |
|        | 12   | Little Richard              | Baby face                                      |
| 4      | 13   | The Kingston Trio           | Tom Dooley                                     |
|        | 14   | The Kingston Trio           | Tom Dooley                                     |
|        | 15   | The Kingston Trio           | Tom Dooley                                     |
|        | 16   | The Kingston Trio           | Tom Dooley                                     |
|        | 17   | The Kingston Trio           | Tom Dooley                                     |
|        | 18   | The Kingston Trio           | Tom Dooley                                     |
|        | 19   | The Kingston Trio           | Tom Dooley                                     |
| 6      | 20   | Chris Barber's Jazz Band    | Petite fleur                                   |
|        | 21   | Chris Barber's Jazz Band    | Petite fleur                                   |
|        | 22   | Chris Barber's Jazz Band    | Petite fleur                                   |
|        | 23   | Chris Barber's Jazz Band    | Petite fleur                                   |
|        | 24   | Chris Barber's Jazz Band    | Petite fleur                                   |
|        | 25   | Chris Barber's Jazz Band    | Petite fleur                                   |
|        | 26   | Chris Barber's Jazz Band    | Petite fleur                                   |
|        | 27   | Chris Barber's Jazz Band    | Petite fleur                                   |
|        | 28   | Chris Barber's Jazz Band    | Petite fleur                                   |
|        | 29   | Chris Barber's Jazz Band    | Petite fleur                                   |
| 7      | 30   | Per Asplin                  | En glad calypso om våren                       |
|        | 31   | Per Asplin                  | En glad calypso om våren                       |
|        | 32   | Per Asplin                  | En glad calypso om våren                       |
|        | 33   | Per Asplin                  | En glad calypso om våren                       |
|        | 34   | Per Asplin                  | En glad calypso om våren                       |
| 8      | 35   | Cliff Richard               | Living doll                                    |
|        | 36   | Cliff Richard               | Living doll                                    |
|        | 37   | Cliff Richard               | Living doll                                    |
|        | 38   | Cliff Richard               | Living doll                                    |
|        | 39   | Cliff Richard               | Living doll                                    |
|        | 40   | Cliff Richard               | Living doll                                    |
|        | 41   | Cliff Richard               | Living doll                                    |
|        | 42   | Cliff Richard               | Living doll                                    |
|        | 43   | Cliff Richard               | Living doll                                    |
|        | 44   | Cliff Richard               | Living doll                                    |
| 9      | 45   | Craig Douglas               | Only sixteen                                   |
|        | 46   | Craig Douglas               | Only sixteen                                   |
|        | 47   | Craig Douglas               | Only sixteen                                   |
|        | 48   | Craig Douglas               | Only sixteen                                   |
| 10     | 49   | Cliff Richard & The Shadows | Travellin' light                               |
|        | 50   | Cliff Richard & The Shadows | Travellin' light                               |
|        | 51   | Cliff Richard & The Shadows | Travellin' light                               |
| 11     | 52   | Emile Ford & the Checkmates | What do you want to make those eyes at me for? |
|        | 53   | Emile Ford & the Checkmates | What do you want to make those eyes at me for? |